# Ignazio Efrem II Rahmani
Ignazio Efrem II, nato Ephrem Rahmani (Mosul, 9 ottobre 1848 – Il Cairo, 7 maggio 1929), è stato  arcieparca di Aleppo e undicesimo patriarca della Chiesa sira.

## Biografia
Nato a Mosul il 9 ottobre 1848, Ephrem Rahmani compì i suoi studi pressi i Domenicani della sua città e nel collegio di Propaganda Fide a Roma. Fu ordinato sacerdote il 12 aprile 1873.
Nominato vicario del vescovo di Mosul, ricevette l'ordinazione episcopale dalle mani del patriarca Ignazio Giorgio V Chelhot il 2 ottobre 1887 e nominato arcieparca di Edessa di Osroene. Fu successivamente nominato  arcieparca di Aleppo il 1º maggio 1894.
In seguito alla morte di Ignazio Behnam II Benni, Ephrem Rahmani fu eletto patriarca della Chiesa sira il 9 ottobre 1898 e confermato da papa Leone XIII il 28 novembre seguente.
La catastrofe della prima guerra mondiale ed i genocidi commessi si abbatterono non solo sulla chiesa armeno-cattolica, ma anche sulla Chiesa sira, colpita nelle persone e nelle sue strutture (soppresse de facto furono le eparchie di Mardin, di Amida e di Gazireh). Al patriarca spettò il compito di risollevare le sorti della sua Chiesa.
Nel 1910 o al termine della guerra, Ignazio Efrem II trasferì la sede patriarcale da Mardin a Beirut.
Fu un insigne esperto di liturgia orientale, di fama internazionale. Tra i suoi contributi, il testo di storia della liturgia Les Liturgies Orientales et Occidentales (Beirut, 1929).
Morì al Cairo il 7 maggio 1929.

## Genealogia episcopale e successione apostolica
La genealogia episcopale è:
- Patriarca Ignazio Matteo Benham
- Patriarca Ignazio Giorgio V Sayar
- Patriarca Ignazio Antonio I Samheri
- Patriarca Ignazio Giorgio V Chelhot
- Patriarca Ignazio Efrem II Rahmani

La successione apostolica è:
- Arcivescovo Clément Michel Bakhache (1900)
- Arcivescovo Grégoire Pierre Habra (1902)
- Arcivescovo Denys Efrem Naqqaché (1903)
- Arcivescovo Athanase Cyrille Georges Dallal (1912)
- Vescovo Eusthate-Moïse Sarkis (1912)
- Cardinale Ignazio Gabriele I Tappouni (1913)
- Vescovo Flavien-Michel Malké (1913)
- Arcivescovo Athanase Jules Benham Kalian (1922)
- Vescovo Théophile Joseph Georgi (1922)
- Arcivescovo Joseph Rabbani (1928)